# Garay János-szobor (Szekszárd)
A Garay János-szobor egy köztéri szobor Szekszárd városában, a Garay téren.

## Története
Garay János 1853-as halála után hamar felmerült a városvezetőkben, hogy szobrot kellene neki állítani, de a terv akkor még nem valósult meg. Az 1881-ig Zöldkút térnek nevezett tér ekkor kapta új nevét, a Garay János tér elnevezést, a Szárnovszky Ferenc által készített szobrot itt, a tér végén álló kút helyén avatták fel 1898. június 5-én.
A mű elkészítésére pályázatot írtak ki, a bírálóbizottságot Zala György és Strobl Alajos vezette. A nyolc beérkezett pályamű közül Szárnovszkyé nyert. A fémszobrot a párizsi, Avenue de Chatillon-i öntöde készítette, a talapzat is Franciaországban készült, Hector d’Espouy közreműködésével.

## A szobor
A talapzat főnézete a keleti oldal. Itt egy nőalak látható, aki a költészet géniuszát személyesíti meg, és aki babérkoszorút nyújt a költő felé. A vele szembeni oldalon Köllő Miklós Zichy Mihály illusztrációja alapján készült domborműve található: ez Garay egyik híres művének, Az obsitosnak egy jelenetét ábrázolja.
Az eredeti tervek szerint az északi és a déli oldalra a város és a vármegye címere került volna, de helyette a költő néhány művének címét írták oda. Az északi oldalon a Csörgetó, a Szegzárdi bordal, a Viszontlátásra Szegzárdon, A magyarok Mózese és a Szent László szerepel, a délin A Kont, a Hunyadi László, a Mátyás király Gömörben, az Árpádok és a Bezerédj.